# Giovanni Maria da Brescia

Madonna con Bambino ed i Santi Rocco e Cristoforo nella chiesa del Santissimo Corpo di Cristo a Brescia.

Giovanni Maria da Brescia (XV secolo – XVI secolo) è stato un pittore italiano.

## Biografia
Si forma come orafo, mestiere in quel periodo collegato alle arti, per poi studiare in seguito pittura e incisione. Entrato come monaco nel monastero di Santa Maria del Carmine a Brescia, realizza diverse opere murarie sulle pareti della chiesa e in particolare del chiostro, dove dipinge scene dalla Vita dei profeti Elia e Eliseo. Fra la sua produzione sono noti anche alcuni piatti, decorati combinando gli stili di Marcantonio Raimondi e Andrea Mantegna.

## Opere
- Madonna con Bambino ed i Santi Rocco e Cristoforo nella chiesa del Santissimo Corpo di Cristo a Brescia[1].
- San Girolamo penitente e il Beato Giovanni Tavelli da Tossignano nella chiesa del Santissimo Corpo di Cristo a Brescia[2].
- La giustizia di Traiano (1502), bulino, Milano, Biblioteca Ambrosiana[3].
- Vergine con libro e Bambino Gesù.
- Vergine col Bambino tra le nuvole, piatto circolare.
- San Gregorio resuscita un giovane
- Tre monaci dell'ordine dei Carmelitani (1512).